# ザ・レイト・レイト・ショー (アイルランドのテレビ番組)
ザ・レイト・レイト・ショー（英語: The Late Late Show）は、アイルランド共和国の公共放送局であるアイルランド放送協会（RTÉ）で1962年7月6日から放送中のトーク番組。2022年7月で放送開始60周年を迎えた。現在の司会者はライアン・タブリディ。

## 概要
ダブリンのRTÉ第4スタジオから9月から5月の毎週金曜日の夜9時30分から2時間にわたってスタジオ視聴者を前に生放送されている。初回放送は1962年7月6日午後11時20分からだった。当時は土曜日に放送され、1976年からはカラーで放送されるようになった。以来、60年以上にわたって、世界最長寿のトーク番組となった。また、ユーロビジョン・ソング・コンテストのアイルランド予選もこの番組で放送される。初代司会者のゲイ・バーンは一時降板以外は1999年まで34年にわたって司会を務めた。

## 歴代司会者
番組の開始時から1999年5月21日まで、ゲイ・バーンが司会を務めた。パット・ケニーはバーンの後任として1999年から2009年までの10年間、番組の司会を務めた。2009年9月にケニーの後を継いだライアン・タブリディが現在の司会者である。
| 司会者               | 就任          | 降板          |
| -------------------- | ------------- | ------------- |
| ゲイ・バーン         | 1962年7月6日  | 1968年5月     |
| フランク・ホール     | 1968年5月     | 1969年9月     |
| ゲイ・バーン         | 1969年9月     | 1999年5月21日 |
| パット・ケニー       | 1999年9月30日 | 2009年5月29日 |
| ライアン・タブリディ | 2009年9月4日  | 現在          |